# Baryscapus albitarsis
Baryscapus albitarsis är en stekelart som först beskrevs av William Harris Ashmead 1904.  Baryscapus albitarsis ingår i släktet Baryscapus och familjen finglanssteklar. Inga underarter finns listade.